# Eugen Bormann
Eugen Ludwig Bormann, född 6 oktober 1842 i Hilchenbach, Westfalen, död 4 mars 1917 i Klosterneuburg, var en tysk antikhistoriker och epigrafiker.
Bormann studerade i Bonn och Berlin och ägnade sig 1866–69 åt epigrafiska studier i Italien. Han blev 1881 professor vid universitetet i Marburg och 1885 professor i antikens historia och epigrafik samt direktor för arkeologisk-epigrafiska seminariet i Wien. Från 1867 var han medredaktör av "Corpus Inscriptionum Latinarum" och bearbetade ensam 11:e bandet. Tillsammans med Otto Benndorf redigerade han från 1885 "Archäologisch-epigraphische Mitteilungen aus Österreich-Ungarn".